# П'єр Обамеянг
П'єр Обамеянг (фр. Pierre Aubameyang, нар. 29 травня 1965, Бітам) — габонський футболіст, що грав на позиції захисника, зокрема за низку французьких клубних команд, а також за національну збірну Габону.

## Клубна кар'єра
У дорослому футболі дебютував 1982 року виступами за французьку третьолігову команду «УСМ Малакофф», з якої за два сезони був запрошений до вищолігового «Лаваля», у складі якого за декілька років став стабільним гравцем «основи».
Згодом грав за «Гавр», після чого 1995 року виступав на батьківщині за «105 Лібревіль», а наступного року перебував у колумбійському «Атлетіко Хуніорі».
Сезон 1996/97 провів в італійській «Трієстині», що тоді грала у четвертому дивізіоні країні, після чого повернувся до Франції аби наступний сезон відіграти у Лізі 2 за «Ніццу».
На початку 2000-х повертався на футбольне поле і в сезоні 2001/02 захищав кольори «Руана» з четвертого французького дивізіону.

## Виступи за збірну
1985 року дебютував в офіційних матчах у складі національної збірної Габону.
У складі збірної був учасником Кубка африканських націй 1994 року в Тунісі та Кубка африканських націй 1996 року в ПАР.
Загалом протягом кар'єри в національній команді, яка тривала 14 років, провів у її формі 74 матчі, забивши 4 голи.

## Кар'єра тренера
Протягом 2016–2018 років входив до тренерського штабу національної збірної Габон як помічник його очільника Хосе Антоніо Камачо.
| Дата       | Місто          | Господарі                        | Результат               | Гості                            | Турнір                                      | Голи | Примітки |
| ---------- | -------------- | -------------------------------- | ----------------------- | -------------------------------- | ------------------------------------------- | ---- | -------- |
| 7-12-1985  | Лібревіль      | Габон                            | 1 – 0                   | Конго-Браззавіль                 | Кубок УДЕАК 1985                            | -    |          |
| 11-12-1985 | Лібревіль      | Габон                            | 4 – 0                   | Центральноафриканська Республіка | Кубок УДЕАК 1985                            | -    |          |
| 14-12-1985 | Лібревіль      | Габон                            | 3 – 0                   | Чад                              | Кубок УДЕАК 1985                            | -    |          |
| 19-12-1985 | Лібревіль      | Габон                            | 3 – 0                   | Конго-Браззавіль                 | Кубок УДЕАК 1985                            | -    |          |
| 23-1-1986  | Лібревіль      | Габон                            | 0 – 1                   | Сенегал                          | товариський матч                            | -    |          |
| 6-10-1986  | Луанда         | Ангола                           | 1 – 0                   | Габон                            | Відбір до Кубка африканських націй 1988     | -    |          |
| 20-10-1986 | Лібревіль      | Габон                            | 1 – 0                   | Ангола                           | Відбір до Кубка африканських націй 1988     | -    |          |
| 10-12-1986 | Малабо         | Габон                            | 1 – 0                   | Конго-Браззавіль                 | Кубок УДЕАК 1986                            | -    |          |
| 14-12-1986 | Малабо         | Габон                            | 1 – 0                   | Центральноафриканська Республіка | Кубок УДЕАК 1986                            | -    |          |
| 17-12-1986 | Малабо         | Чад                              | 0 – 0 д.ч. (4-1 п.п.)   | Габон                            | Кубок УДЕАК 1986                            | -    |          |
| 9-4-1987   | Лібревіль      | Габон                            | 1 – 0                   | Кот-д'Івуар                      | товариський матч                            | -    |          |
| 21-4-1987  | Браззавіль     | Камерун                          | 2 – 0                   | Габон                            | Центральноафриканські ігри 1987             | -    |          |
| 28-4-1987  | Браззавіль     | Ангола                           | 1 – 0                   | Габон                            | Центральноафриканські ігри 1987             | -    |          |
| 30-4-1987  | Браззавіль     | Конго-Браззавіль                 | 3 – 2                   | Габон                            | Центральноафриканські ігри 1987             | -    |          |
| 29-11-1987 | Лібревіль      | Габон                            | 0 – 0                   | Ангола                           | товариський матч                            | -    |          |
| 9-12-1987  | Нджамена       | Центральноафриканська Республіка | 1 – 1                   | Габон                            | Кубок УДЕАК 1987                            | -    |          |
| 11-12-1987 | Нджамена       | Чад                              | 1 – 1                   | Габон                            | Кубок УДЕАК 1987                            | -    |          |
| 17-12-1987 | Нджамена       | Габон                            | 0 – 0 д.ч. (4-3 п.п.)   | Екваторіальна Гвінея             | Кубок УДЕАК 1987                            | -    |          |
| 1-8-1988   | Луанда         | Ангола                           | 4 – 1                   | Габон                            | товариський матч                            | -    |          |
| 10-10-1988 | Лібревіль      | Габон                            | 3 – 0                   | Буркіна-Фасо                     | Відбір до Кубка африканських націй 1988     | -    |          |
| 24-10-1988 | Уагадугу       | Буркіна-Фасо                     | 1 – 0                   | Габон                            | Відбір до Кубка африканських націй 1988     | -    |          |
| 24-11-1988 | Лібревіль      | Габон                            | 4 – 0                   | Малі                             | товариський матч                            | -    |          |
| 4-12-1988  | Дуала          | Габон                            | 3 – 0                   | Екваторіальна Гвінея             | Кубок УДЕАК 1988                            | -    |          |
| 6-12-1988  | Дуала          | Центральноафриканська Республіка | 0 – 0                   | Габон                            | Кубок УДЕАК 1988                            | -    |          |
| 22-1-1989  | Лібревіль      | Габон                            | 1 – 3                   | Сенегал                          | Відбір до ЧС 1990                           | -    | 50'      |
| 10-4-1989  | Лібревіль      | Габон                            | 1 – 0                   | Гана                             | Відбір до Кубка африканських націй 1990     | -    |          |
| 23-4-1989  | Аккра          | Гана                             | 0 – 0                   | Габон                            | Відбір до Кубка африканських націй 1990     | -    |          |
| 5-6-1989   | Лібревіль      | Габон                            | 0 – 0                   | Заїр                             | товариський матч                            | -    |          |
| 6-7-1989   | Блантайр       | Малаві                           | 2 – 0                   | Габон                            | товариський матч                            | -    |          |
| 7-7-1989   | Блантайр       | Мозамбік                         | 0 – 1                   | Габон                            | товариський матч                            | -    |          |
| 16-7-1989  | Лусака         | Замбія                           | 3 – 0                   | Габон                            | Відбір до Кубка африканських націй 1990     | -    |          |
| 31-7-1989  | Лібревіль      | Габон                            | 2 – 1                   | Замбія                           | Відбір до Кубка африканських націй 1990     | -    |          |
| 2-12-1989  | Бангі          | Конго-Браззавіль                 | 1 – 0                   | Габон                            | Кубок УДЕАК 1989                            | -    |          |
| 5-12-1989  | Бангі          | Габон                            | 2 – 0                   | Камерун                          | Кубок УДЕАК 1989                            | -    |          |
| 6-12-1989  | Бангі          | Центральноафриканська Республіка | 2 – 0                   | Габон                            | Кубок УДЕАК 1989                            | -    |          |
| 12-12-1989 | Бангі          | Габон                            | 2 – 0                   | Чад                              | Кубок УДЕАК 1989                            | -    |          |
| 12-8-1990  | Лібревіль      | Габон                            | 0 – 0                   | Малі                             | товариський матч                            | -    |          |
| 11-12-1990 | Браззавіль     | Габон                            | 1 – 0                   | Центральноафриканська Республіка | Кубок УДЕАК 1990                            | -    |          |
| 15-12-1990 | Браззавіль     | Конго-Браззавіль                 | 1 – 0                   | Габон                            | Кубок УДЕАК 1990                            | -    |          |
| 17-12-1990 | Браззавіль     | Чад                              | 2 – 1                   | Габон                            | Кубок УДЕАК 1990                            | -    |          |
| 14-4-1991  | Кіншаса        | Заїр                             | 2 – 1                   | Габон                            | Відбір до Кубка африканських націй 1992     | -    |          |
| 28-4-1991  | Кампала        | Уганда                           | 0 – 0                   | Габон                            | Відбір до Кубка африканських націй 1992     | -    |          |
| 8-6-1991   | Лібревіль      | Габон                            | 0 – 1                   | Гана                             | товариський матч                            | -    |          |
| 15-7-1991  | Лібревіль      | Габон                            | 1 – 0                   | Танзанія                         | Відбір до Кубка африканських націй 1992     | -    |          |
| 29-7-1991  | Лібревіль      | Габон                            | 0 – 0                   | Заїр                             | Відбір до Кубка африканських націй 1992     | -    |          |
| 15-6-1992  | Лібревіль      | Габон                            | 1 – 0                   | Того                             | товариський матч                            | -    |          |
| 21-6-1992  | Лібревіль      | Габон                            | 0 – 1                   | Бурунді                          | товариський матч                            | -    |          |
| 11-10-1992 | Лібревіль      | Габон                            | 3 – 1                   | Мозамбік                         | Відбір до ЧС 1994                           | 1    |          |
| 6-12-1992  | Лібревіль      | Габон                            | 2 – 3                   | Гана                             | товариський матч                            | -    |          |
| 20-12-1992 | Лібревіль      | Габон                            | 3 – 2                   | Сенегал                          | Відбір до ЧС 1994                           | -    |          |
| 2-1-1993   | Лібревіль      | Габон                            | 1 – 1                   | Буркіна-Фасо                     | Black Stars Tournament                      | -    |          |
| 3-1-1993   | Лібревіль      | Габон                            | 2 – 3                   | Гана                             | Black Stars Tournament                      | -    |          |
| 4-1-1993   | Лібревіль      | Габон                            | 0 – 2                   | Малі                             | Black Stars Tournament                      | -    |          |
| 17-1-1993  | Мапуту         | Мозамбік                         | 1 – 1                   | Габон                            | Відбір до ЧС 1994                           | -    |          |
| 27-2-1993  | Дакар          | Сенегал                          | 1 – 0                   | Габон                            | Відбір до ЧС 1994                           | -    |          |
| 6-10-1993  | Брюссель       | Бельгія                          | 2 – 1                   | Габон                            | товариський матч                            | -    |          |
| 27-2-1994  | Моанда (Габон) | Габон                            | 0 – 0                   | Сенегал                          | товариський матч                            | -    | 46'      |
| 26-3-1994  | Туніс (місто)  | Нігерія                          | 3 – 0                   | Габон                            | Кубок африканських націй 1994 - 1-й етап    | -    |          |
| 28-3-1994  | Туніс (місто)  | Єгипет                           | 4 – 0                   | Габон                            | Кубок африканських націй 1994 - 1-й етап    | -    |          |
| 13-11-1994 | Лібревіль      | Габон                            | 3 – 0                   | Маврикій                         | Відбір до Кубка африканських націй 1996     | -    | 46'      |
| 20-11-1994 | Лібревіль      | Габон                            | 2 – 1                   | Замбія                           | Відбір до Кубка африканських націй 1996     | -    |          |
| 26-11-1995 | Лібревіль      | Габон                            | 1 – 2                   | Камерун                          | Belier Africa Tournament                    | -    |          |
| 30-11-1995 | Лібревіль      | Габон                            | 2 – 1                   | Алжир                            | Belier Africa Tournament                    | -    |          |
| 2-12-1995  | Лібревіль      | Камерун                          | 0 – 0 д.ч. (3 - 1 п.п.) | Габон                            | Belier Africa Tournament                    | -    | 84'      |
| 16-1-1996  | Дурбан         | Габон                            | 1 – 2                   | Ліберія                          | Кубок африканських націй 1996 - 1-й етап    | -    |          |
| 19-1-1996  | Дурбан         | Заїр                             | 0 – 2                   | Габон                            | Кубок африканських націй 1996 - 1-й етап    | -    |          |
| 28-1-1996  | Дурбан         | Габон                            | 1 – 1 д.ч. (1 - 4 п.п.) | Туніс                            | Кубок африканських націй 1996 - чвертьфінал | -    | 31' 92'  |
| 10-11-1996 | Лібревіль      | Габон                            | 1 – 1                   | Гана                             | Відбір до ЧС 1998                           | -    |          |
| 22-2-1997  | Віндгук        | Намібія                          | 1 – 1                   | Габон                            | Відбір до Кубка африканських націй 1998     | 1    |          |
| 6-4-1997   | Лібревіль      | Габон                            | 0 – 4                   | Марокко                          | Відбір до ЧС 1998                           | -    |          |
| 22-6-1997  | Яунде          | Камерун                          | 2 – 2                   | Габон                            | Відбір до Кубка африканських націй 1998     | 1    |          |
| 13-7-1997  | Лібревіль      | Габон                            | 1 – 0                   | Кенія                            | Відбір до Кубка африканських націй 1998     | -    |          |
| 26-7-1997  | Лібревіль      | Габон                            | 1 – 1                   | Намібія                          | Відбір до Кубка африканських націй 1998     | 1    | 46'      |
| 4-10-1998  | Лібревіль      | Габон                            | 2 – 0                   | Маврикій                         | Відбір до Кубка африканських націй 2000     | -    | 65'      |
| Усього     |                | Матчів                           | 74                      |                                  | Голів                                       | 4    |          |

## Особисте життя
Три його сини, Катіліна, Віллі та П'єр-Емерік, стали професійними футболістами. Останній відомий виступами за низку європейських «грандів» та визнавався Африканським футболістом 2015 року.